# Kennedyplatz (Essen)
Der Kennedyplatz ist ein zentraler Platz im Essener Stadtkern. Er ist auf einem im Zweiten Weltkrieg zerstörten Areal, das zuvor dicht bebaut war, durch die Stadt Essen angelegt worden. Heute dient der Bereich als innerstädtischer Freiraum und Platz für Veranstaltungen.

## Geschichte

### Vorgeschichte
Vor dem Zweiten Weltkrieg war das Gebiet des heutigen Kennedyplatzes im damaligen Zentrum der Essener Altstadt mit kleineren Häusern dicht bebaut. Nachdem die Innenstadt im Krieg zu rund 90 Prozent zerstört worden war, lag auch dieser Bereich überwiegend in Schutt und Asche. Nach der Trümmerbeseitigung ließ die Stadtverwaltung nach der Währungsreform hier ab März 1949 provisorisch einstöckige Geschäftsbauten errichten, um Verkaufsflächen an den Einzelhandel verpachten zu können.
1952 war das Amerikahaus Ruhr im südlichen Bereich des Geländes nach Plänen des Architekten Hermann Gehrig fertiggestellt worden. Die Amerikaner, die durch ihren Einmarsch im April 1945 in Essen den Krieg beendeten, hatten es als Amerika-Haus und ersten Hauptstützpunkt ihres Informationsnetzes in ausgewählten Großstädten eingerichtet und eröffneten es in Essen am 22. Februar 1952, dem 220. Geburtstag des ersten US-Präsidenten George Washington.

### Gildenplatz seit 1954
1953 sah die Stadtplanung in der Zeit des Wiederaufbaus nach dem Krieg größere Freiflächen für die Innenstadt vor. So wurde zum geistlich geprägten Burgplatz neben dem Essener Münster der weltliche, spätere Kennedyplatz genannte, Bereich geschaffen. Der Platz erhielt am 18. Oktober 1954 zunächst den Namen Gildenplatz, um mit diesem die Tradition der Essener Bürger- und Kaufmannschaft zu betonen. Die provisorischen einstöckigen Ladenlokale wurden nun wieder niedergelegt.
Darauf folgend entstanden die meisten heutigen Gebäude rund um den Platz. In den Jahren 1954/1955 ließ der Architekt Emil Jung das Heroldhaus erbauen, das den Platz im Süden begrenzt. Es wurde als Verwaltungssitz der Volks- und Lebensversicherung Deutscher Herold (heute Zurich Gruppe) errichtet und 2010 unter Denkmalschutz gestellt. Darauf folgte zwei Jahre später, nach denkmalgerechtem Umbau, die Eröffnung als Hotel. 1955 ließen die Architekten Wilhelm und Hans Eggeling das elfstöckige Gildenhaus errichten, das zusammen mit dem Allbau-Haus den Platz nach Westen begrenzt. Dieses  wurde 1956 nach Plänen des Architekten Willy Maximilian Schneider erbaut.

### Kennedyplatz seit 1963
Am 17. Dezember 1963 wurde der Gildenplatz in Gedenken an den am 22. November 1963 ermordeten US-Präsidenten John F. Kennedy in Kennedyplatz umbenannt. Das Amerikahaus schloss 1964 und wurde danach auch als Kennedy-Haus bezeichnet.
Nachdem das alte Essener Rathaus, das den Nordosten des Kennedyplatzes berührte, 1964 abgebrochen war, diente das Amerikahaus bis zur Eröffnung des heutigen Rathauses 1979 als Sitz des Oberbürgermeisters und des Oberstadtdirektors.
Anstelle des alten Rathauses wurde das Kaufhaus des damaligen Wertheim-Konzerns platziert, das 1986 dem heutigen Geschäftshaus Am Markt 1 der Architekten Genheimer & Partner aus Essen gewichen ist. Das 1934 durch den Architekten Sepp Kaiser errichtete C&A-Haus schloss sich südlich an. Es wurde 1980 durch einen Neubau ersetzt, in den 2011 die Primark-Kette gezogen ist.
In den Jahren 1962 bis 1965 wurde im Südwesten des Platzes, auf dem Grundstück der im Krieg zerstörten Pauluskirche, das Haus der Kirche des evangelischen Stadtkirchenverbandes nach Plänen der Architekten Wolfgang Müller-Zantop und Heinz Kalenborn errichtet. Nach Umbau 2009 wurde der zwölfstöckige Doppelturm als Bürohaus Kennedy Tower eröffnet. Ein Jahr zuvor ist es unter Denkmalschutz gestellt worden.
Im März 1979 wurde das Denkmal des Wachsamen Hähnchens wegen Umbau des angrenzenden Kurienplatzes (zwischen 1994 und 2024 Kardinal-Hengsbach-Platz, heute Friedensplatz) auf dem Kennedyplatz vor dem Amerikahaus aufgestellt. Zur Fertigstellung des Kurienplatzes bekam das Denkmal dort seinen Platz im Oktober 1980 zurück.
Der Kennedyplatz, noch umgeben vom Autoverkehr, wurde durch den Architekten Gerd Lichtenhahn gestaltet und besaß nun auf seiner östlichen Längsseite eine längliche, terrassenförmige Brunnenanlage. In einem im nördlichen Bereich platzierten, quadratischen Brunnen befand sich die 1914 erschaffene Bronzeskulptur der Großen Badenden des Bildhauers Georg Kolbe. Sie wurde Ende der 1980er Jahre zu den Skulpturen im Grugapark gebracht. Ebenfalls an der Nordseite des Kennedyplatzes befindet sich das Boecker-Herrenhaus, das heute anderen Einzelhandel beherbergt, sowie östlich daneben das ehemalige Boecker-Damenhaus, das später für die bis 2017 ansässige Mayersche Buchhandlung und andere Geschäfte umgestaltet wurde.
1988 wurde die Tiefgarage unter dem Kennedyplatz gebaut. Sie kostete 14 Millionen DM und wurde vom Einzelhandel finanziert. Ihre Zufahrt erfolgt von Südwesten, wobei es mehrere Treppen-Ausgänge an den Platzseiten und einen barrierefreien per Aufzug am Europahaus gibt. Am 18. November 1988 wurde die Garage im Beisein von Oberbürgermeister Peter Reuschenbach eingeweiht.

## Heutiger Charakter
Zwischen Januar und August 1989 ist der Kennedyplatz nach einem Entwurf der Bonner Gruppe Hardtberg aus dem Jahr 1987 zu seinem heutigen Aussehen umgestaltet worden. Er wurde unter Einbeziehung der ihn umgebenden Straßen erweitert, so dass der Platz nur noch auf seiner Südseite vom Autoverkehr berührt wird. Sitzgelegenheiten und Neuanpflanzungen von Bäumen um eine große Freifläche prägen nun das Bild. Vor dem Amerikahaus wurde der durch den Architekten Hardtberg entworfene, runde Brunnen errichtet. Er misst etwa zehn Meter im Durchmesser, besitzt mittig eine Kugel aus kalmar-rotem Granit und kostete 250.000 DM. Für die Umgestaltung des Platzes waren insgesamt 6 Millionen DM veranschlagt.
Nach Umbau des ehemaligen Amerikahauses 1992 wurde es aufgrund des EU-Gipfels in Essen ab 1994 Europahaus genannt und darin die heutige Kleinkunstbühne und ein Gastronomiebetrieb eröffnet. 2001 folgte der Eintrag als Baudenkmal in die Denkmalliste der Stadt Essen. Einige weitere Cafés und Restaurants liegen mit Außenbetrieb am Rande des Kennedyplatzes.
Hinter dem Europahaus wurde am 24. März 1996 ein Kunstwerk von Serge Spitzer (1951–2012) aufgestellt. Die sogenannte Spitzer-Spirale ist aus einem Doppel-T-Träger geformt, hat einen Durchmesser von fünf Metern bei acht Metern Höhe und wiegt rund 22 Tonnen.
Seit 1972 findet hier der Essener Weihnachtsmarkt statt, der später auf weitere umliegende Flächen erweitert wurde. Weitere Veranstaltungen werden auf dem Platz teils regelmäßig durchgeführt. Dazu gehören unter anderem seit 1996 das Stadtfest Essen.Original. und seit 2000 Essen On Ice mit Schlittschuh- und Rodelbahn. Zeitweise fand bei sportlichen Großereignissen ein Public Viewing statt.

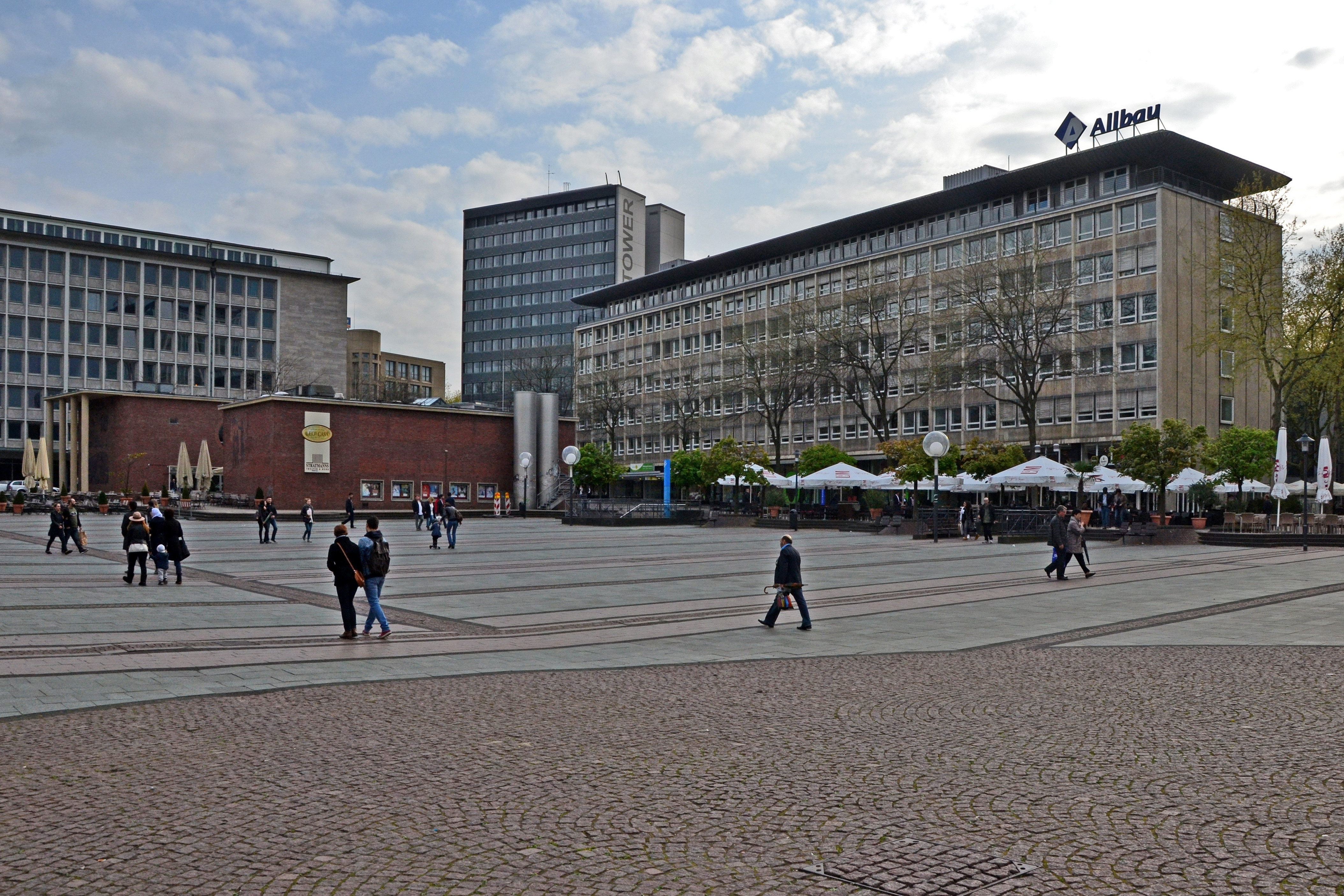
Blick nach Südwest; v.l.: Heroldhaus, Kennedy-Tower, davor Europahaus und Allbauhaus
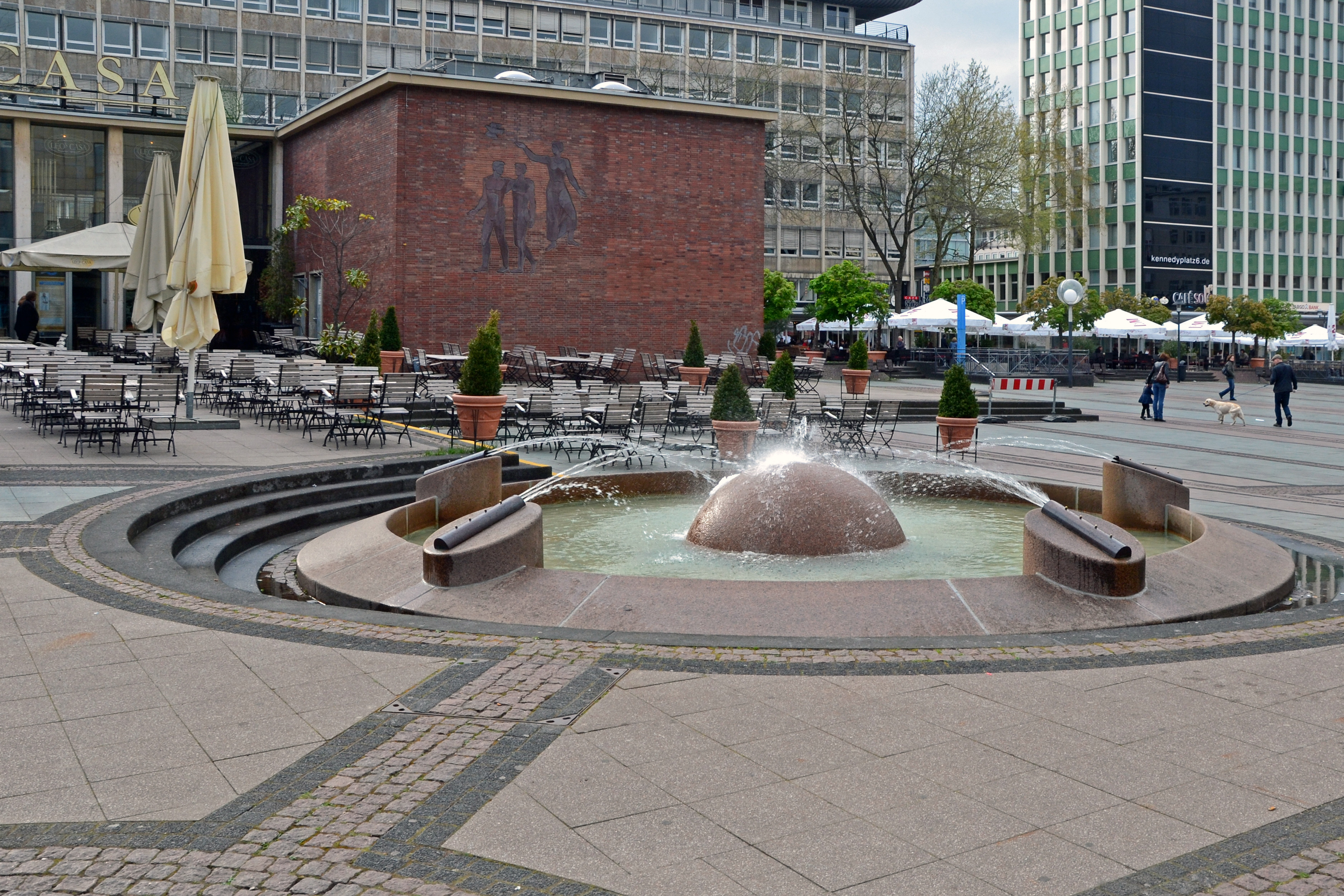
1989 erbauter Brunnen vor dem Europahaus
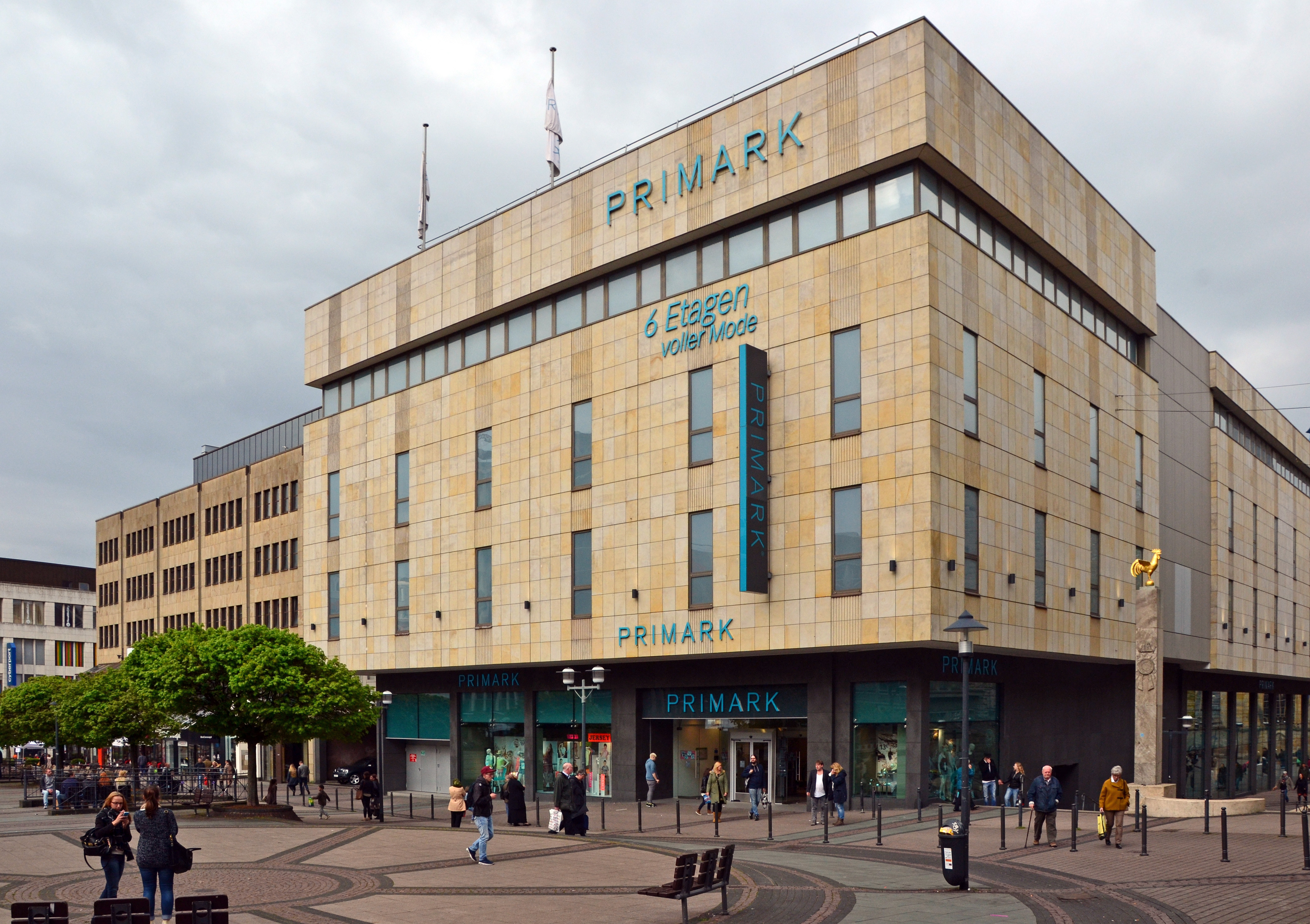
Ostseite: 1980 für C&A errichtetes Kaufhaus
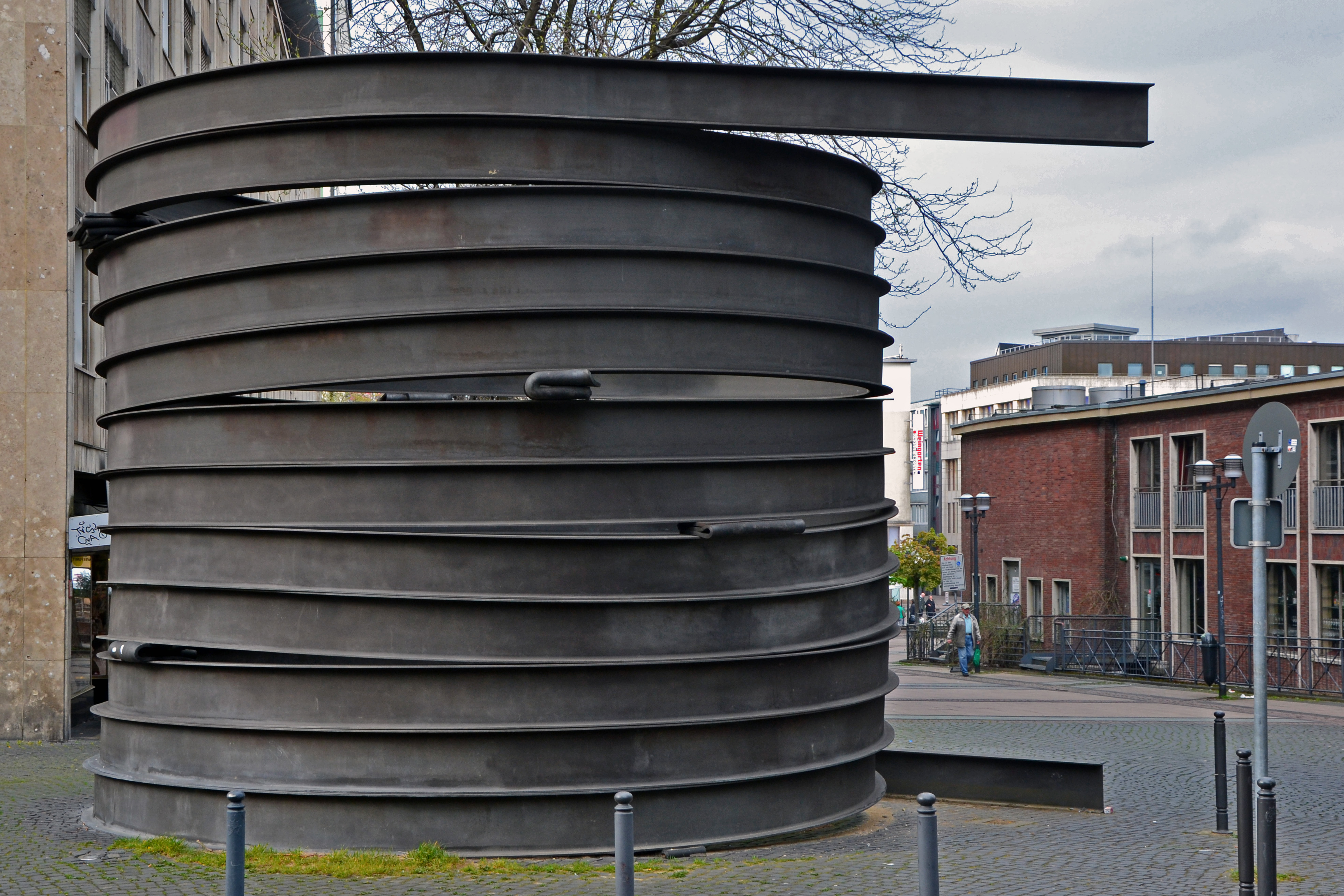
Spitzer-Spirale in der Südwest-Ecke des Kennedyplatzes